# Parascorpaena
Parascorpaena és un gènere de peixos pertanyent a la família dels escorpènids.

## Taxonomia
- Parascorpaena aurita (Rüppell, 1838)[2][3]
- Parascorpaena bandanensis (Bleeker, 1851)[4]
- Parascorpaena maculipinnis (Smith, 1957)[5]
- Parascorpaena mcadamsi (Fowler, 1938)[6]
- Parascorpaena mossambica (Peters, 1855)[7]
- Parascorpaena picta (Cuvier, 1829)[8][9][10][11][12]